# Kozerki Open 2022
Il Kozerki Open 2022 è stato un torneo maschile tennis professionistico. È stata la 1ª edizione maschile del torneo, facente parte della categoria Challenger 90 nell'ambito dell'ATP Challenger Tour 2022, con un montepremi di 67 960 €. Si è svolto dal 15 al 21 agosto 2022 sui campi in cemento dell'Akademia Tenisowa Tenis Kozerki di Grodzisk Mazowiecki, in Polonia.

## Partecipanti

### Teste di serie
| Nazionalità | Giocatore              | Ranking* | Testa di serie |
| ----------- | ---------------------- | -------- | -------------- |
| Polonia     | Kamil Majchrzak        | 88       | 1              |
| Spagna      | Pablo Andújar          | 91       | 2              |
| Austria     | Jurij Rodionov         | 139      | 3              |
| Germania    | Maximilian Marterer    | 158      | 4              |
| Rep. Ceca   | Tomáš Macháč           | 160      | 5              |
| Cina        | Zhang Zhizhen          | 161      | 6              |
| Spagna      | Nicolás Álvarez Varona | 223      | 7              |
| Austria     | Sebastian Ofner        | 225      | 8              |

* Ranking alL'8 agosto 2022.

### Altri partecipanti
I seguenti giocatori hanno ricevuto una wild card per il tabellone principale:
- Jerzy Janowicz
- Maks Kaśnikowski
- Szymon Kielan

Il seguente giocatore è entrato in tabellone come alternate:
- Gabriel Décamps

I seguenti giocatori sono passati dalle qualificazioni:
- Skander Mansouri
- Aleksej Vatutin
- Michał Mikuła
- Thiago Seyboth Wild
- Marko Topo
- Luca Potenza

## Campioni

### Singolare
Tomáš Macháč ha sconfitto in finale  Zhang Zhizhen con il punteggio di 1–6, 6–3, 6–2.

### Doppio
Robin Haase /  Philipp Oswald hanno sconfitto in finale  Hugo Nys /  Fabien Reboul con il punteggio di 6–3, 6–4.